# Tujiaaspis vividus
Tujiaaspis vividus — викопний вид безщелепних риб вимерлого класу Galeaspida, що існував у силурійському періоді. Описаний у 2022 році. Викопні рештки риби виявлені у Китаї.

## Назва
Назва роду походить від двох слів: tujia — латинізована назва народу туцзя, етнічної меншини в Китаї, у зв'язку з двома палеонтологічними сайтами, розташованими на території проживання народу в Сянсі-Туцзя-Мяоській автономній префектурі у провінції Хунань; та грецького aspis, що означає «щит»; а видова назва vividus перекладається як «жвавий».

## Опис
Вид мав три непарні спинні плавці, приблизно симетричний гіпохордальний хвіст і пару безперервних вентролатеральних плавців, що тягнуться від розширень голови до хвоста.